# Казимир Фаянс
Казимир Фаянс (пол. Kazimierz Fajans, у багатьох американських публікаціях підписаний як Kasimir Fajans; 27 травня 1887, Варшава — 18 травня 1975, Анн-Арбор) — американський фізик і хімік польсько-єврійського походження, піонер у галузі радіоактивності та один із першовідкривачів хімічного елемента протактиній.

## Біографія
Казимир Фаянс народився 27 травня 1887 року у Варшаві, Королівство Польське, в єврейській сім'ї. Після закінчення середньої школи у Варшаві (1904) він вивчав хімію в Німеччині, спочатку в Лейпцизькому університеті, а потім у Гейдельберзі та Цюриху. У 1909 році він здобув ступінь доктора філософії за дослідження стереоселективного синтезу хіральних сполук.
У 1910 році Фаянс влаштувався на роботу в лабораторію Ернеста Резерфорда в Манчестері, де було відкрито ядро. Потім він повернувся до Німеччини, де став асистентом, а згодом доцентом Технологічного інституту Карлсруе, досліджуючи радіоактивність. У 1917 році очолив факультет фізичної хімії в Мюнхенському університеті, а в 1932 році очолив Інститут фізичної хімії, заснований Фондом Рокфеллера. У 1935 році залишив Німеччину через ескалацію нацистських переслідувань. Деякий час він жив у Кембриджі, а потім перейшов до Мічиганського університету, де працював до самої смерті. У 1959 році він став почесним членом Польського хімічного товариства.
Фаянс вийшов на пенсію у віці сімдесяти років, але ніколи не припиняв працювати. Він помер 18 травня 1975 року в Анн-Арборі, штат Мічиган.

## Додаткова література
- Hurwic, Józef (2000). Kasimir Fajans : (1887–1975) : Lebensbild eines Wissenschaftlers (German) . Berlin. ISBN 978-3-928577-37-3.
- Hurwic, Józef (1987). Reception of Kasimir Fajans's quanticule theory of the chemical bond: A tragedy of a scientist. Journal of Chemical Education. 64 (2): 122. Bibcode:1987JChEd..64..122H. doi:10.1021/ed064p122. OCLC 4666664486.
- Hurwic, Józef. Badania Kazimierza Fajansa w dziedzinie promieniotwórczości i izotopii. Kwartalnik Historii Nauki I Techniki / Kvartal'nyj Zurnal Istorii Nauki I Techniki = Quarterly Journal of the History of Science and Technology = Revue Trimestrielle d'Histoire de la Science et de la Technique (Polish) . ISSN 0023-589X. OCLC 13055784.
- Dunn, Thomas M. (19 лютого 1976). Kasimir Fajans. Nature. 259 (611): 611. Bibcode:1976Natur.259..611D. doi:10.1038/259611a0.